# Jaskinia w Facimiechu
Jaskinia w Facimiechu – jaskinia w polskich Pieninach. Wejście do niej znajduje się w skałach Facimiecha, około 120 metrów nad Dunajcem, na wysokości około 560 m n.p.m. Długość jaskini wynosi 20 metrów, a jej deniwelacja 7 metrów. Znajduje się na obszarze Pienińskiego Parku Narodowego, poza szlakami turystycznymi.

## Opis jaskini
Jaskinią jest idący w dół, prosty korytarz zaczynający się w małym otworze wejściowym, a kończący namuliskiem. Mniej więcej w połowie jego długości znajduje się niewielki, 1,5-metrowy próg. W jaskini można spotkać mleko wapienne. Ściany są wilgotne, rosną na nich mchy, porosty i wątrobowce.
Jaskinia była prawdopodobnie znana od dawna. Jej pierwszy plan i opis sporządził Kazimierz Kowalski w 1953 roku.